# Laà-Mondrans
 Laà-Mondrans  es una población y comuna francesa, en la región de Aquitania, departamento de Pirineos Atlánticos, en el distrito de Pau y cantón de Lagor.

## Demografía
| 252 | 300 | 398 | 451 | 455 | 413 |
| Para los censos de 1962 a 1999 la población legal corresponde a la población sin duplicidades (Fuente: INSEE [Consultar]) |     |     |     |     |     |